# Лейк-Вісконсин (Вісконсин)
Лейк-Вісконсин (англ. Lake Wisconsin) — переписна місцевість (CDP) в США, в округах Колумбія і Сок штату Вісконсин. Населення — 4616 осіб (2020).

## Географія
Лейк-Вісконсин розташований за координатами 43°22′4″ пн. ш. 89°34′8″ зх. д. / 43.36778° пн. ш. 89.56889° зх. д. (43.367720, -89.568807).  За даними Бюро перепису населення США в 2010 році переписна місцевість мала площу 55,57 км², з яких 31,43 км² — суходіл та 24,15 км² — водойми.

## Демографія
Згідно з переписом 2010 року, у переписній місцевості мешкало 4189 осіб у 1661 домогосподарстві у складі 1279 родин. Густота населення становила 75 осіб/км².  Було 2479 помешкань (45/км²).
Расовий склад населення:
| - 97,8 % — білих - 0,5 % — азіатів - 0,3 % — корінних американців - 0,2 % — чорних або афроамериканців |

До двох чи більше рас належало 0,8 %. Частка іспаномовних становила 1,1 % від усіх жителів.
За віковим діапазоном населення розподілялося таким чином: 21,6 % — особи молодші 18 років, 63,4 % — особи у віці 18—64 років, 15,0 % — особи у віці 65 років та старші. Медіана віку мешканця становила 45,2 року. На 100 осіб жіночої статі у переписній місцевості припадало 103,6 чоловіків;  на 100 жінок у віці від 18 років та старших — 105,1 чоловіків також старших 18 років.
Середній дохід на одне домашнє господарство  становив 100 566 доларів США (медіана — 76 421), а середній дохід на одну сім'ю — 116 006 доларів (медіана — 95 526). Медіана доходів становила 61 429 доларів для чоловіків та 50 345 доларів для жінок. За межею бідності перебувало 4,1 % осіб, у тому числі 5,1 % дітей у віці до 18 років та 3,8 % осіб у віці 65 років та старших.
Цивільне працевлаштоване населення становило 2269 осіб. Основні галузі зайнятості: освіта, охорона здоров'я та соціальна допомога — 25,4 %, виробництво — 14,3 %, науковці, спеціалісти, менеджери — 11,6 %, фінанси, страхування та нерухомість — 10,0 %.